# Tututni
Tututni (Dotodəni), ook bekend als Coquille of (Lower) Rogue River is een uitgestorven indiaanse taal van de Athabaskische taalfamilie die gesproken werd door de Coquille in het zuidwesten van de Amerikaanse staat Oregon. Samen met Galice-Applegate, Tolowa en Upper Umpqua vormt het Tututni de subgroep van de Oregon-Athabaskische talen. De taal bestond uit de volgende dialecten:
- Coquille (Upper Coquille, Mishikhwutmetunne), gesproken langs de bovenloop van de Coquille.
- Tututni (Tututunne, Chemetunne, Chetleshin, Khwaishtunnetunne)
- Euchre Creek
- Shasta Costa (Illinois River, Šista Qʼʷə́sta)